# Нижний Каракан
Нижний Каракан — река в Новосибирской области России. Устье реки находится в 45 км по левому берегу реки Каракан. Длина реки составляет 35 км.

## Бассейн
- 5 км: Черемшанка
  - Солоновка
  - Алешиха
- Горбуниха
- 14 км: Безродниха

## Данные водного реестра
По данным государственного водного реестра России относится к Верхнеобскому бассейновому округу, водохозяйственный участок реки — Обь от города Барнаул до Новосибирского гидроузла, без реки Чумыш, речной подбассейн реки — бассейны притоков (Верхней) Оби до впадения Томи. Речной бассейн реки — (Верхняя) Обь до впадения Иртыша.